# I Look to You
I Look to You je sedmé a poslední studiové album multi-platinové americké R & B zpěvačky a herečky Whitney Houston, vydané po sedmileté přestávce.
Na pultech obchodů se objevilo 28. srpna 2009, kdy bylo vydáno v Německu u Sony Music. Ve Spojených státech vyšlo 31. srpna u Arista Records a ve Velké Británii vyšlo 19. října 2009 u RCA Records.
Album je směs velkých balad a taneční hudby 80. let, připomínající její minulé hity jako "I Wanna Dance With Somebody".

## Singly
- Dne 23. července 2009 ve vybraných amerických radiích měla svou premiéru titulní skladba, která nese stejný název jako album, "I Look to You". Tato píseň sloužila k propagací alba. Skladbu pro zpěvačku vytvořil úspěšný R&B zpěvák R. Kelly.

- Million Dollar Bill – světovou premiéru měl tento singl v úterý 28. července 2009. Byl také potvrzen jako první skladby alba I Look to You. Skladbu vytvořila Alicia Keys.

## Seznam písní
| 1.           | "Million Dollar Bill"                                     | Alicia Keys      | Kasseem "Swizz Beatz" Dean                      | 3:24 |
| 2.           | "Nothin' But Love"                                        | Fernando Garibay | Nathaniel "Danja" Hills                         | 3:35 |
| 3.           | "Call You Tonight"                                        | Johntá Austin    | Stargate                                        | 4:08 |
| 4.           | "I Look to You"                                           | Robert Kelly     | Christopher "Tricky" Stewart, Harvey Mason, Jr. | 4:25 |
| 5.           | "Like I Never Left" (featuring Akon)                      | Claude Kelly     | Aliaune "Akon" Thiam                            | 3:49 |
| 6.           | "A Song for You" (Cover of original song by Leon Russell) | Leon Russell     | Harvey Mason, Jr.                               | 4:11 |
| 7.           | "I Didn't Know My Own Strength"                           | Diane Warren     | David Foster                                    | 3:40 |
| 8.           | "Worth It"                                                | Johntá Austin    | Eric Hudson                                     | 4:39 |
| 9.           | "For the Lovers"                                          | Claude Kelly     | Nathaniel "Danja" Hills                         | 4:14 |
| 10.          | "I Got You"                                               | Claude Kelly     | Aliaune "Akon" Thiam                            | 4:12 |
| 11.          | "Salute"                                                  | Robert Kelly     | Christopher "Tricky" Stewart                    | 4:10 |
| Bonus tracks |                                                           |                  |                                                 |      |
| 12           | "I Didn't Know My Own Strength" (Remix)                   |                  |                                                 |      |

## Umístění ve světě
Whitney Houston slaví comeback, jak má být. Její první studiové album po sedmi letech "I Look To You" prodalo v prvním týdnu 305 tisíc kusů a suverénně vládne albovému žebříčku. Předchozí deska "Just Whitney" prodala v roce 2002 v úvodním týdnu o sto tisíc kusů méně a dosáhla jen na devítku. Celkově Whitney slaví teprve třetí číslo jedna v kariéře, naposledy se jí to povedlo se soundtrackem k filmu "The Bodyguard" přes šestnácti lety, který strávil na vrcholu dlouhých dvacet týdnů. Album také debutovalo s číslem #1 v USA,
 jako R&B/Hip-Hop a Digital Albums charts. Ve druhém týdnu kde Whitney Houston kleslá v Billboard 200 z jedničky na trojku, s prodejem 88.000..[zdroj?]

### Žebříčky
| Hitparáda (2009)                 | Umístění |
| -------------------------------- | -------- |
| Argentine Albums Chart           | 2        |
| Australian Albums Chart          | 16       |
| Austrian Albums Chart            | 3        |
| Belgian Flanders Albums Chart    | 10       |
| Belgian Wallonia Albums Chart    | 25       |
| Canadian Albums Chart            | 1        |
| Czech Republic Albums Chart      | 4        |
| European Albums Chart            | 1        |
| Finnish Albums Chart             | 17       |
| French Albums Chart              | 3        |
| German Albums Chart              | 1        |
| Irish Albums Chart               | 38       |
| Italian Albums Chart             | 1        |
| Norwegian Albums Chart           | 2        |
| Swedish Albums Chart             | 2        |
| Swiss Albums Chart               | 1        |
| USA Billboard 200                | 1        |
| USA Billboard R&B/Hip-Hop Albums | 1        |

### Prodej a certifikace
| Stát           | Certifikace | Prodejnost         |
| -------------- | ----------- | ------------------ |
| Kanada         | –           | 26 000             |
| Korea          | –           | 2 429              |
| Francie        | –           | 14 000             |
| Itálie         | zlato       | 60 000             |
| Polsko         | zlato       | 10 000             |
| Rakousko       | zlato       | 10 000             |
| Rusko          | zlato       | 10 000             |
| Švédsko        | zlato       | 20 000             |
| Švýcarsko      | zlato       | 15 000             |
| Spojené státy  | platina     | více než 1 000 000 |
| Velká Británie | zlato       | 100 000            |
|                | Certifikace | Prodejnost         |
| Celosvětově    | -           | více než 2 000 000 |

## Historie vydání
| Region             | Datum          | Label               | Format                |
| ------------------ | -------------- | ------------------- | --------------------- |
| Německo            | 28. srpna 2009 | Sony Music          | CD                    |
| Itálie             | 28. srpna 2009 | Sony Music          | CD                    |
| Dánsko             | 28. srpna 2009 | Sony Music          | CD                    |
| Finsko             | 28. srpna 2009 | Sony Music          | CD                    |
| Švédsko            | 28. srpna 2009 | Sony Music          | CD                    |
| Spojené státy      | 31. srpna 2009 | Arista Records      | stažení               |
| Kanada             | 31. srpna 2009 | Arista / Sony Music | stažení               |
| Hongkong           | 31. srpna 2009 | Sony Music          | CD                    |
| Francie            | 31. srpna 2009 | Sony Music          | CD                    |
| Nizozemsko         | 1. září 2009   | Sony Music          | CD                    |
| Austrálie          | 4. září 2009   | Sony Music          | CD, digitalní stažení |
| Španělsko          | 15. září 2009  | Sony Music          | CD                    |
| Japonsko           | 16. září 2009  | Sony Music Japan    | CD                    |
| Spojené království | 19. říjen 2009 | RCA Records         |                       |